# Stazione di Gyōda
La stazione di Gyōda (行田駅?, Gyōda-eki) è una stazione ferroviaria situata nella città di Gyōda, nella prefettura di Saitama in Giappone, ed è servita dalle linee Shōnan-Shinjuku e Takasaki della JR East.

## Linee
East Japan Railway Company
■ Linea Takasaki
■ Linea Shōnan-Shinjuku

## Struttura
La stazione è dotata di due marciapiedi laterali con due binari in superficie.
| 1 | ■ Linea Takasaki        | per Ōmiya, Urawa e Ueno                        |
| 1 | ■ Linea Shōnan-Shinjuku | per Ōmiya, Shinjuku, Yokohama, Ōfuna e Odawara |
| 2 | ■ Linea Takasaki        | per Kumagaya, Kagohara, Takasaki e Maebashi    |

## Stazioni adiacenti
| «                     | Servizio              | »                     |
| Linea Takasaki        | Linea Takasaki        | Linea Takasaki        |
| Linea Shōnan-Shinjuku | Linea Shōnan-Shinjuku | Linea Shōnan-Shinjuku |
| --------------------- | --------------------- | --------------------- |
| Fukiage               | Tutti i treni         | Kumagaya              |